# Лексема
Лексе́ма (від грец. λέξις — «слово», «мовний зворот») — слово як самостійна значеннєва одиниця, яку в мовознавстві розглядають у сукупності всіх своїх форм і значень.

## У лінгвістиці
В одну лексему поєднуються різні парадигматичні форми (словоформи) одного слова. Наприклад, словник, словником, словнику — це форми однієї і тієї ж лексеми, за згодою пишеться як СЛОВНИК.
У ряді концепцій у лексему включаються різні сенсові варіанти слова, що залежать від контексту, в якому воно вживається (наприклад, сіль у сенсі назви речовини та у значенні того, що надає гостроти або інтересу будь-якому висловлюванню, думці).
Застаріле значення лексеми — це група асоційованих слів.. Зараз у цьому значенні використовують термін семантичне поле.
Лексема — дуже важливе поняття морфології, тож багато інших понять можна висловити через нього. Наприклад, відмінність між правилами словозміни та словоутворення можна пояснити так:
- Правила словозміни пов'язують лексему з її формами.
- Правила словоутворення пов'язують лексему з іншими лексемами.

## У програмуванні
Лексема — послідовність машинних символів вихідного коду програми, що мають певне сукупне значення.

### Класи лексем
Для більшості мов програмування актуальні такі класи лексем:
- зарезервовані слова
- ідентифікатори
- числові константи (цілі та дійсні числа)
- літерні константи
- рядкові константи
- коди операторів
- коментарі, які безпосередньо не несуть інформації щодо структури програми; транслятором не сприймаються, синтаксичному аналізатору не передаються
- дужки й інші елементи програми.